# 第2回日本女子サッカーリーグ
第2回日本女子サッカーリーグ(JLSL)は前年と同じ6チームが参加。1990年4月から翌1991年1月まで3回戦総当たりとなり、9月から10月にかけて初めて女子サッカー競技が導入された「第11回アジア競技大会」を挟んでの長期シーズンとなった。
このシーズンは読売がシーズン冒頭より独走し、1月20日の鈴与戦（静岡市・草薙球技場）で1試合を残して初優勝を決めた。
また前回は最下位であったプリマハムが躍進し、鈴与に次ぐ3位となった。

## 競技方法
- 開催期間：1990年4月21日‐1991年1月27日
- 試合時間：80分（40分ハーフ）で延長なし
- 順位：1.勝点（勝利2点、引分1点、敗戦0点）

2.ゴールディファレンス（得失点差）
3.総得点
4.総失点(より少ない方)
5.直接対決の成績
6.順位決定戦: 80分（40分ハーフ）で決着しないときは20分（10分ハーフ）を行い、それでも決まらないときは再延長

## 参加チーム
| チーム名                                   | 本拠地         | 前年成績 | 備考                     |
| ------------------------------------------ | -------------- | -------- | ------------------------ |
| 新光精工FCクレール                         | 東京都小平市   | 4位      |                          |
| 読売サッカークラブ女子・ベレーザ           | 東京都稲城市   | 2位      |                          |
| 日産FCレディース                           | 神奈川県横浜市 | 5位      |                          |
| 鈴与清水FCラブリーレディース               | 静岡県清水市   | 優勝     | 清水FCレディースから改称 |
| プリマハムFCくノ一                         | 三重県伊賀町   | 6位      |                          |
| 田崎真珠神戸フットボールクラブ・レディーズ | 兵庫県神戸市   | 3位      |                          |

## 成績
○：勝利 △：引き分け ●：敗戦
| 順位 | チーム                            | 読売           | 清水           | プリマ         | 日産           | 新光           | 田崎           | 勝点 | 勝利 | 引分 | 敗戦 | 得点 | 失点 | 得失差 |
| ---- | --------------------------------- | -------------- | -------------- | -------------- | -------------- | -------------- | -------------- | ---- | ---- | ---- | ---- | ---- | ---- | ------ |
| 1位  | 読売サッカークラブ女子・ ベレーザ | ＼             | ○4-0 △1-1 ○2-0 | ○4-0 ○3-0 ○1-0 | ○5-0 ○6-1 ○1-0 | ○5-2 ○4-0      | ○5-0 ○4-0 ○3-0 | 29   | 14   | 1    | 0    | 52   | 4    | +48    |
| 2位  | 鈴与清水FC ラブリーレディース     | ●0-4 △1-1 ●0-2 | ＼             | ○2-0 ○3-0 △1-1 | ○4-2 ○6-1      | ○3-1 ○2-0 ○4-2 | ○7-0 ●0-1 ○2-1 | 22   | 10   | 2    | 3    | 39   | 18   | +21    |
| 3位  | プリマハムFCくノ一                | ●0-4 ●0-3 ●0-1 | ●0-2 ●0-3 △1-1 | ＼             | △0-0 △3-3 △1-1 | ○2-0 ○1-0 ○2-0 | △0-0 ○1-0 ○3-1 | 15   | 5    | 5    | 5    | 14   | 19   | -5     |
| 4位  | 日産FCレディース                  | ●0-5 ●1-6 ●0-1 | ●2-4 ●1-6      | △0-0 △3-3 △1-1 | ＼             | △1-1 ●1-2 △2-2 | ○2-0 ○3-0      | 11   | 3    | 5    | 7    | 21   | 35   | -14    |
| 5位  | 新光精工FCクレール                | ●2-5 ●0-4      | ●1-3 ●0-2 ●2-4 | ●0-2 ●0-1 ●0-2 | △1-1 ○2-1 △2-2 | ＼             | ○2-0 ○3-0 ●2-3 | 8    | 3    | 2    | 10   | 17   | 34   | -17    |
| 6位  | 田崎真珠神戸                      | ●0-5 ●0-4 ●0-3 | ●0-7 ○1-0 ●1-2 | △0-0 ●0-1 ●1-3 | ●0-2 ●0-3      | ●0-2 ●0-3 ○3-2 | ＼             | 5    | 2    | 1    | 12   | 6    | 39   | -33    |

## 個人成績
出典：
- 最優秀選手：野田朱美（読売ベレーザ）
- 最多得点：野田朱美（読売ベレーザ）16点
- 最多アシスト：手塚貴子（読売ベレーザ）、早川明子（読売ベレーザ）8点
- 敢闘賞：松田理子（プリマハムFCくノ一）、弘中和子（日産FCレディース）、坂田恵（日産FCレディース）、内山環（田崎真珠神戸）
- ヤングプレーヤー賞：小野寺志保（読売ベレーザ）
- ベストイレブン
  - GK：古木由美（プリマハムFCくノ一）
  - DF：島村千亜紀（読売ベレーザ）、本田美登里（読売ベレーザ）、中山真由美（鈴与清水FC）
  - MF：早川明子（読売ベレーザ）、木岡二葉（鈴与清水FC）、松田理子（プリマハムFCくノ一）
  - FW：野田朱美（読売ベレーザ）手塚貴子（読売ベレーザ）、半田悦子（鈴与清水FC）、長峯かおり（新光精工FCクレール）